# Cléber Eduardo Arado
Cléber Eduardo Arado (São José do Rio Preto, 11 oktober 1972 – Curitiba, 2 januari 2021), kortweg Cléber genoemd, was een Braziliaans voetballer die als aanvaller speelde.

## Overlijden
Cléber overleed begin 2021 op 47-jarige leeftijd aan de gevolgen van een besmetting met het coronavirus.

## Erelijst
Mogi Mirim
- Campeonato Paulista Série A2: 1995

Atlético Paranaense
- Campeonato Paranaense: 1998

Coritiba
- Campeonato Paranaense: 1999

Ceará
- Campeonato Cearense: 2002